# Liste der Bischöfe von Montauban
Die folgenden Personen waren Bischöfe von Montauban (Frankreich):

## Äbte
- Willard 934
- Hugo I. um 950
- Bazile 961
- Hugo II. 963
- Theodegaire 969
- Gausbert um 990
- Geraud 997
- Arnaud I. 1003
- Arnaud II. 1061 und 1083
- Albert I. 1096 und 1119
- Hugo III. 1121 und 1134
- Albert II. 1144–1145
- Amelius 1149 und 1174
- Wilhelm I. de Severac 1176
- Gaillard 1188
- Wilhelm II. 1191
- Raimund d’Azemar 1203
- Robert 1215
- Arnaud III. 1219 und 1224
- Albert III. Aureille 1231 und 1236
- Ildefonse oder Alphonse 1238 und 1246
- Pierre Bermond 1255 und 1267
- Bernard de Malemort 1270 und 1288
- Eustorge 1290–1307
- Bertrand du Puy 1308–1317

## Bischöfe
- 1317 Bertrand I. du Puy
- 1317–1355 Guillaume de Cardaillac
- 1355–1357 Jacques I. de Daux
- 1358–1359 Bernard I.
- 1359–1361 Bertrand II. de Cardaillac
- 1361–1368 Arnaud Bernard du Pouget (Administrator)
- 1368–1379 Pierre I. de Chalais
- 1379–1403 Bertrand III. Robert de Saint-Jal
- 1403–1405 Géraud du Puy
- 1405–1424 Raymond de Bar
- 1424–1426 Gérard de Faidit
- 1426–1427 Pierre II. de Cottines
- 1427–1444 Bernard II. de la Roche Fontenilles
- 1444–1450 Aymery de Roquemaurel
- 1450–1451 Bernard III. de Rousergues
- 1451–1453 Guillaume II. d’Estampes (Haus Estampes)
- 1453–1470 Jean I. de Batut de Montrosier
- 1470–1484 Jean II. de Montalembert
- 1484 Georges I. de Viguerie
- 1484–1491 Georges d’Amboise (Haus Amboise)
- 1491–1519 Jean III. d’Auriolle
- 1519–1539 Jean IV. des Prés-Montpezat
- 1539–1556 Jean V. de Lettes-Montpezat
- 1556–1589 Jacques II. des Prés-Montpezat
- 1589–1600 Claude de Champaigne (Administrator)
- 1600–1652 Anne Carrion de Murviel
- 1652–1674 Pierre III. de Bertier
- 1674–1687 Jean-Baptiste-Michel Colbert (auch Erzbischof von Toulouse) (Haus Colbert)
- 1687–1703 Henri de Nesmond
- 1703–1728 François d’Haussonville de Nettancourt Vaubecourt
- 1728–1763 Michel de Verthamon de Chavagnac
- 1763–1790 Anne-François-Victor leTonnelier de Breteuil
- 1790–1794 Zivilverfassung des Klerus
- 1794–1817 Sedisvakanz
- 1817–1823 Jean-Armand Chaudru de Trélissac (Administrator)
- 1823–1826 Jean VI. Louis Lefebvre de Cheverus (danach Erzbischof von Bordeaux)
- 1826–1833 Louis Guillaume Valentin du Bourg, P.S.S. (auch Erzbischof von Besançon)
- 1833–1844 Jean-Armand Chaudru de Trelissac
- 1844–1871 Jean-Marie Doney
- 1871–1882 Théodore Legain
- 1882–1908 Adolphe-Josué-Frédéric Fiard
- 1908–1929 Pierre-Eugène-Alexandre Marty
- 1929–1934 Clément-Émile Roques
- 1935–1939 Elie-Antoine Durand
- 1940–1947 Pierre-Marie Théas
- 1947–1970 Louis-Marie-Joseph de Courrèges d’Ustou
- 1970–1975 Roger Joseph Tort
- 1975–1995 Jacques Marie de Saint-Blanquat
- 1996–2006 Bernard Housset
- 2007–2022 Bernard Ginoux
- seit 2022 Alain Guellec